# Rahmon Nabiev
Rahmon Nabievič Nabiev (traslitterato anche Nabiyev; in tagiko: Раҳмон Набиевич Набиев, in russo Рахмон Набиевич Набиев?, Rachmon Nabievič Nabiev; Šajchburchon, 5 ottobre 1930 – Xuçand, 11 aprile 1993) è stato un politico tagiko.
È stato segretario del Partito Comunista del Tagikistan e due volte presidente del Tagikistan tra il 1991 e il 1992.

## Biografia
Iscritto al Partito Comunista dell'Unione Sovietica dal 1961, diviene Ministro dell'Agricoltura della Repubblica Sovietica del Tagikistan tra il 1971 e il 1973. Tra il 1973 e il 1982 è portavoce del governo della Repubblica Sovietica del Tagikistan, quando si dimette per occupare la carica di segretario del locale Partito Comunista, carica dalla quale viene estromesso nel 1985.
Dopo il fallito colpo di stato in Unione Sovietica e la conseguente proclamazione dell'indipendenza del Tajikistan, Nabiyev diventa provvisoriamente Presidente della repubblica, fino alla vittoria alle prime elezioni presidenziali libere del novembre 1991.
Nel settembre 1992 è costretto a rassegnare le dimissioni da presidente della Repubblica, e gli succede Emomali Rahmonov.